# Haliplus simplex
Haliplus simplex (лат.) — вид жесткокрылых насекомых из семейства плавунчики. Распространён в Японии, Китае, Корее и на Дальнем Востоке России. Длина тела имаго около 3 мм. От близких видов отличается следующими признаками: контур надкрылий треугольный; передний край простернального отростка короче базального; пенис крупный при боковом виде, вершина с шипами. Пронотум с plicae (пара коротких борозд на базально-средней части). Этот вид обычно обитает в застойных водных средах, таких как пруды, пади и болота, и взрослые особи были собраны сетью на мелководье.